# Patrick Rolland
Pour les articles homonymes, voir Patrick Rolland (bowling) et Rolland.
Patrick Rolland né le 7 juin 1969 à Montréal (Canada) est un joueur français de hockey sur glace qui occupait le poste de gardien de but avant de devenir entraîneur.

## Biographie

### Jeunesse et formation
Patrick est né à Montréal le 7 juin 1969, d'une mère québécoise et d'un père français. Il est l'arrière-arrière-petit-fils de l'écrivain Romain Rolland.
Il réside au Canada jusqu'en 1979. Entre 1979 et 1984, il habite en France, en Suisse, au Canada pour être de retour en France en septembre 1984. Il commence sa carrière en France en 1984 aux Peaux-Rouges d'Évry. En septembre 1985, il entre au sport-études à Saint-Gervais-les-Bains et continue sa formation aux Aigles de Saint-Gervais puis aux Aigles du Mont-Blanc.

### Carrière en club
Au cours de sa carrière, il joue en professionnel avec les équipes des Jets de Viry, des Flammes Bleues de Reims, des Brûleurs de Loups de Grenoble, des Albatros de Brest, des Diables rouges de Briançon et des Ours de Villard-de-Lans.
Il remporte, en tant que joueur une coupe de France en 1994 et un championnat de France en 1997.
Lors de la saison 1999-2000, alors qu'une blessure l'empêche de rejoindre les Lions de Lyon en Élite, Patrick Rolland songe a arrêter sa carrière mais il signe finalement avec les Ours de Villard-de-Lans en Nationale 1. Stéphane Sabourin le relance en Équipe de France et Patrick Rolland réalise un blanchissage face au Canada dans un match où la France s'impose 1-0.
Après avoir failli signer à l'intersaison avec l'Avangard Omsk (Russie) en Superliga, Patrick Rolland privilégie sa famille et fait son retour à Grenoble qui est réintégré en Élite.

#### Numéro retiré à Grenoble
Son maillot, floqué du numéro 31, est retiré du club des Brûleurs de Loups de Grenoble.

### Carrière en équipe nationale
Il intègre l'équipe nationale pour la première fois de 1991 à 1994 puis de 1999 à 2004 comme doublure de Cristobal Huet qu'il avait formé au club de Grenoble et qu'il continua d'entraîner pendant de nombreuses saisons.
Il participe aux Jeux Olympiques d'hiver de 2002 à Salt Lake City et à six championnats du Monde avec l'équipe de France.

### Entraîneur
Diplômé du B.E.E.S. 2e degré, Patrick Rolland a été l'entraîneur de l'équipe de France junior 20 ans de 2005 à 2009 (médaillé de bronze au Championnat du Monde 2009 en Suisse) ainsi que l'entraîneur National des gardiens de but de 2004 à 2006.
Il s'est occupé de la préparation physique et de l'entraînement estival de Cristobal Huet de 2007 à 2009.
Il a été entraîneur adjoint des Brûleurs de loups de Grenoble de 2006 à 2010 et remporte à ce titre la Coupe Magnus en 2007 et en 2009 et la Coupe de la Ligue en 2007 et 2009, la Coupe de France en 2008 et 2009 et le trophée des Champions en 2008 et 2009. Il réalise le premier quadruplé français en 2009 : Championnat, Coupe de France, Coupe de la Ligue et Trophée des Champions.
Durant l'été 2010, la direction ne pouvant reconduire le contrat de l'entraîneur Mats Lusth en raison de difficultés financières du club, il refuse de prendre la barre de l'équipe professionnelle des Brûleurs de Loups. Il préfère accepter celui de Directeur du Centre commercial de la caserne de Bonne et quitte ainsi le monde du hockey.
Aujourd'hui, il est Directeur régional de l'Exploitation de Mercialys.

## Palmarès

### Joueur
Avec les Aigles du Mont-Blanc
- Champion de France :
  - 1988

Avec les Jets de Viry
- Champion de France juniors :
  - 1989[8]

Avec les Brûleurs de Loups de Grenoble
- Coupe de France :
  - 1994

Avec les Albatros de Brest
- Champion de France :
  - 1997

Avec l'Équipe de France
- Participation aux Jeux olympiques 2002 - 14e place
- Championnat du monde de Division I 2003 - Vainqueur du Groupe B

### Entraîneur
Avec les Brûleurs de Loups de Grenoble
- Champion de France en 2007 et 2009
- Vainqueur de la Coupe de France en 2008 et 2009
- Vainqueur de la Coupe de la Ligue en 2007 et 2009
- Vainqueur du Trophée des Champions en 2008 et 2009
- Grand Chelem (Championnat - Coupe de France - Coupe de la Ligue - Trophée des Champions) en 2009

Avec l'Équipe de France  U20
- Médaillé de bronze aux Championnats du Monde en 2009